# CXCL12
Le CXCL12, appelée également stromal cell-derived factor 1 (SDF-1), est une protéine chimiokine de type CXC.

## Rôles
Ses récepteurs sont le CXCR4 et le CXCR7.
Il intervient dans les interactions cellulaires dans le système immunitaire.
Il joue un rôle dans la migration cellulaire dans le système nerveux central en cours de développement. Il protège ainsi les nouveaux neurones contre l'apoptose en stimulant l'expression de la protéine Rb et en inhibant le récepteur de la NMDA (acide N-méthyl-D-aspartique). Sa propre expression est augmentée en cas d'accident vasculaire cérébral au niveau de la partie ischémiée du cerveau, contribuant à la migration de cellules progénitrices à ce niveau. Il permet, par ailleurs, de moduler la neurotransmission et les interactions avec les cellules gliales.
La chaîne lourde de la ferritine interagit cependant avec le CXCR4, ce qui altère le signal induit par le CXCL12 et serait l'un des mécanismes suspecté de l'atteinte des fonctions supérieures lors du SIDA.